# Соперничество сборных Англии и Шотландии по футболу
Соперничество сборных Англии и Шотландии по футболу — самое старое соперничество национальных футбольных сборных в мире, официально начавшееся 30 ноября 1872 года в Глазго первым в истории футбольным матчем Шотландия — Англия. Шотландский национализм является важным фактором в стремлении шотландской сборной обыграть англичан. Шотландские спортивные журналисты традиционно называют сборную Англии «старым врагом» (англ. Auld Enemy). Противостояние двух сборных, а также противостояние английских и шотландских клубов часто называют «битвой за Британию» (англ. Battle of Britain).
Накал соперничества снизился к концу 1970-х годов, особенно к концу 1980-х годов (последний ежегодный «регулярный» матч между сборными прошёл в 1989 году). Для Англии более принципиальным стало противостояние с Германией и Аргентиной.
Сайт BBC Online отметил, что эти матчи «представляли всё хорошее и всё плохое, что было в футболе с первой встречи между сборными», а газета «Гардиан» однажды отметила, что «для миллионов по обе стороны границы эта схватка даёт шанс одержать окончательную победу над врагом». По состоянию на 12 сентября 2023 года, команды провели между собой 116 официальных матчей; Англия выиграла 49, Шотландия — 41, в оставшихся 26 матчах была зафиксирована ничья.

## Начало соперничества
Правила игры в футбол были формализованы Футбольной ассоциацией в Англии в 1863 году. К 1870 году Чарльз Уильям Олкок, секретарь Футбольной ассоциации, сделал публичные предложения шотландским футболистам сыграть в матче против сборной Англии. Эти предложения были размещены в нескольких шотландских газетах, включая The Glasgow Herald. Один из первых публичных ответов, полученных Олкоком, гласил: «сторонники правил ассоциации не найдут врага, достойного их стали в Шотландии». Олкок настаивал, что право сыграть в этих матчах «доступно любому шотландцу», находящемуся «севернее или южнее реки Туид». Первый из этих матчей прошёл 5 марта 1870 года; газета Glasgow Herald описала его как «великий международный футбольный матч».
Пять матчей, которые провели между собой сборные Англии и Шотландии с 5 марта 1870 года по 24 февраля 1872 года, не признаются ФИФА как официальные, однако они были организованы Футбольной ассоциацией Англии и названы «международными» (матчами сборных) в шотландской газете The Scotsman. Приглашения шотландским игрокам сыграть в матчах против Англии печатались перед каждым из пяти матчей. Например, в ноябре 1870 года в газете The Scotsman появилось такое объявление:
Любые шотландские игроки, которые хотят помочь своей стране… могут обратиться к господину А. Ф. КиннэрдуThe Scotsman, 21 November 1870, page 7.
Ниже перечислены «неофициальные» матчи между Англией и Шотландией с 1870 по 1872 год, первыми указаны голы, забитые Англией.
| Дата            | Стадион                    | Счёт | Турнир            | Место проведения | Победитель |
| --------------- | -------------------------- | ---- | ----------------- | ---------------- | ---------- |
| 5 марта 1870    | «Кеннингтон Оувал», Лондон | 1:1  | Товарищеский матч | Англия           | Ничья      |
| 19 ноября 1870  | «Кеннингтон Оувал», Лондон | 1:0  | Товарищеский матч | Англия           | Англия     |
| 25 февраля 1871 | «Кеннингтон Оувал», Лондон | 1:1  | Товарищеский матч | Англия           | Ничья      |
| 17 ноября 1871  | «Кеннингтон Оувал», Лондон | 2:1  | Товарищеский матч | Англия           | Англия     |
| 24 февраля 1872 | «Кеннингтон Оувал», Лондон | 1:0  | Товарищеский матч | Англия           | Англия     |

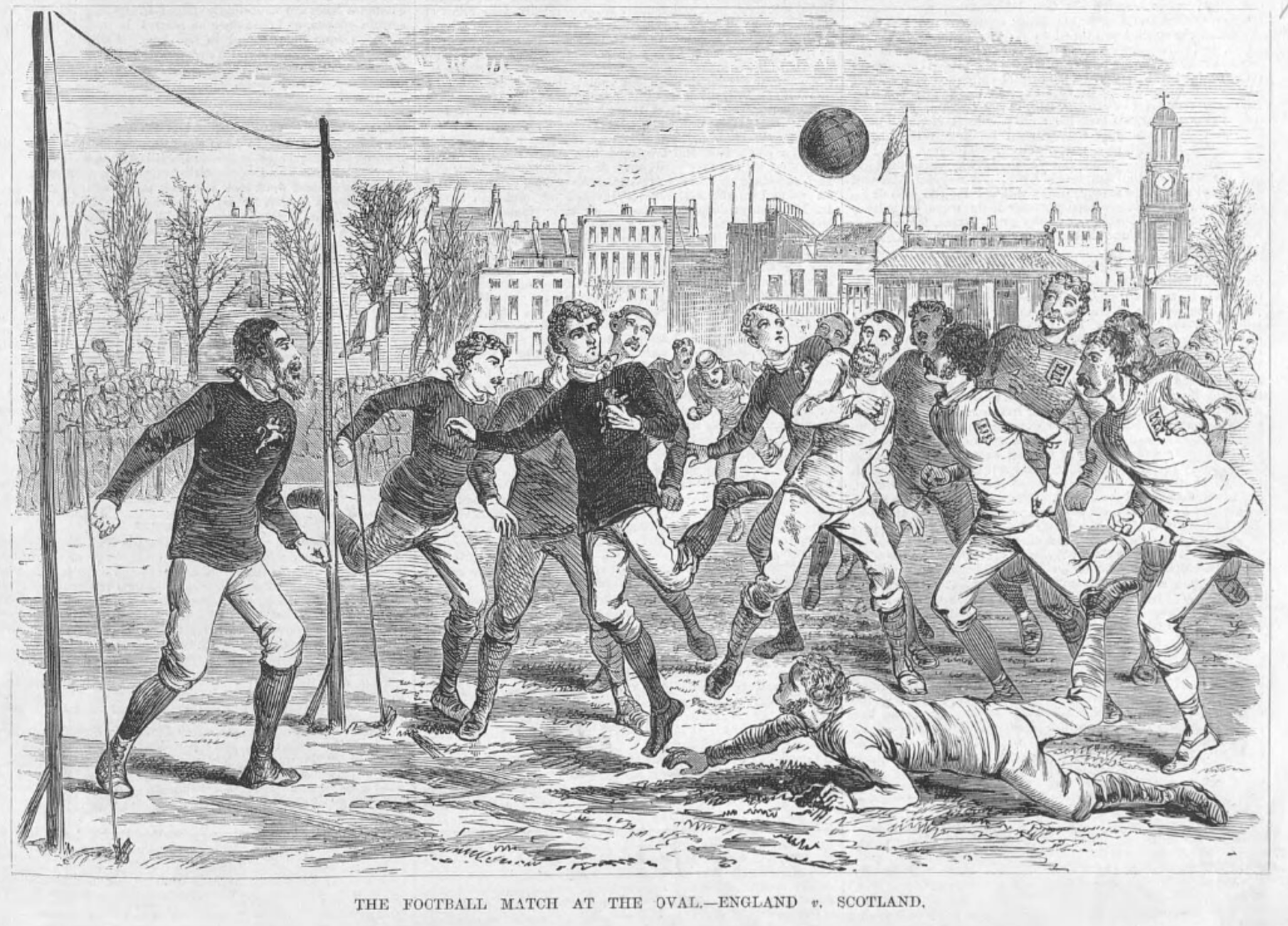
В апреле 1879 года Англия победила Шотландию со счётом 5:4

Согласно заметке в газете The Scotsman от 2 декабря 1872 года, на тот момент в Шотландии было около десяти футбольных клубов. Первые матчи между сборными способствовали росту популярности футбола в Шотландии.
Первый официально признанный ФИФА матч между сборными прошёл 30 ноября 1872 года (Андреев день, национальный праздник в Шотландии) на стадионе «Гамильтон Кресент» в Партике (Глазго).Сборная Шотландии состояла целиком из игроков клуба «Куинз Парк», самой успешной шотландской команды того времени. Матч завершился вничью со счётом 0:0, на нём присутствовали 4000 зрителей.
Первый официальный гол в матче между сборными забил англичанин Уильям Кеньон-Слейни; это произошло во втором официальном матче сборных Англии и Шотландии 8 марта 1873 года, в котором англичане одержали победу со счётом 4:2. Матчи между сборными Англии и Шотландии стали ежегодными, они проводились поочерёдно в Англии или Шотландии. В 1874 году шотландцы одержали первую победу над англичанами со счётом 2:1.

## Знаковые матчи
С первого матча в 1872 году Англия и Шотландия играли друг с другом каждый год весной (кроме военного времени) вплоть до 1989 года. С 1884 по 1984 год встреча англичан и шотландцев была главным событием Домашнего чемпионата — турнира, в котором выступали сборные Англии, Шотландии, Уэльса и Северной Ирландии. Из-за высокой вместимости стадиона «Хэмпден Парк» матчи с участием сборных Англии и Шотландии собирали рекордное количество зрителей. Так, в апреле 1937 году матч Домашнего чемпионата между шотландцами и англичанами собрал 149 415 зрителей (действующий рекорд посещаемости футбольного матча в Европе). Два года спустя тот же стадион собрал 149 269 зрителей, что стало вторым показателем по посещаемости футбольного матча в Европе за всю историю.
После того, как Домашний чемпионат Британии прекратил существование в 1984 году, ежегодные матчи между Англией и Шотландией стали проходить в рамках розыгрыша Кубка Роуза. Это продолжалось до 1989 года.

### 1928
Команда шотландцев, разгромившая сборную Англии в марте 1928 года на «Уэмбли», получила прозвище «Волшебники Уэмбли». Несмотря на громкую победу шотландцев, победу в турнире того сезона одержала сборная Уэльса.
| 31 марта 1928 Домашний чемпионат 1927/28 | Англия    | 1:5     | Шотландия                             | Лондон                                                            |
| 12:30                                    | Келли 89′ | (отчёт) | - Джексон 3′ 65′ 86′ - Джеймс 44′ 67′ | Стадион: «Уэмбли» Зрителей: 80 868 Судья: Уильям Белл (Шотландия) |

### 1961
15 апреля 1961 года Шотландия потерпела самое крупное поражение от Англии в своей истории. Действия вратаря шотландской сборной Фрэнка Хаффи сформировали в Англии стереотип о плохих шотландских вратарях. «Сколько времени? — Девять минут Хаффи» (игра слов, «девять минут» / «девять пропущенных голов», в оригинале: англ. What time is it? — Nine past Haffey) было популярной шуткой на протяжении многих лет. Игроки сборной Англии Джимми Армфилд и Джонни Хейнс настаивали, что такой результат был следствием хорошей игры атакующих игроков англичан, и что Хаффи был не в силах отразить большинство из забитых мячей.
| 15 апреля 1961 Домашний чемпионат 1960/61 | Англия                                                                       | 9:3     | Шотландия                            | Лондон                                                            |
|                                           | - Робсон 10′ - Гривз 19′ 30′ 82′ - Дуглас 56′ - Смит 75′ 85′ - Хейнс 79′ 81′ | (отчёт) | - Макай 48′ - Уилсон 55′ - Куинн 75′ | Стадион: «Уэмбли» Зрителей: 97 350 Судья: Марсель Лекен (Франция) |

1. ↑  Шотландская футбольная ассоциация считает, что третий гол шотландцев забил Дейви Уилсон (отчёт Архивная копия от 4 мая 2023 на Wayback Machine), что также подтверждается видеохроникой матча (2:05 Архивная копия от 18 ноября 2021 на Wayback Machine, 1:29 Архивная копия от 19 ноября 2021 на Wayback Machine); но большинство источников (включая комментатора на видео) называют автором третьего гола шотландцев Патрика Куинна.

### 1967
Англия выиграла чемпионат мира 1966 года и к апрелю 1967 года не проигрывала в 19 матчах подряд. 15 апреля 1967 года действующие чемпионы мира приняли Шотландию на «Уэмбли». Джек Чарльтон покинул поле из-за травмы (перелом пальца ноги) на 12-й минуте (а замены на тот момент ещё не допускались правилами), но спустя 13 минут вернулся на поле, проведя остаток матча на несвойственной ему позиции крайнего нападающего. Шотландцы победили со счётом 3:2, после победы объявив себя «чемпионами мира», так как нанесли первое за 20 матчей поражение англичанам, которые были действующими чемпионами мира. Главный тренер сборной Англии Альф Рамсей поздравил шотландцев с победой, но отметил, что на результат повлияли травмы его команды.
| 15 апреля 1967 Домашний чемпионат 1966/67 | Англия                         | 2:3     | Шотландия                                | Лондон                                                            |
| 15:00                                     | - Дж. Чарльтон 84′ - Херст 88′ | (отчёт) | - Лоу 27′ - Леннокс 78′ - Маккаллиог 87′ | Стадион: «Уэмбли» Зрителей: 99 063 Судья: Герхард Шуленбург (ФРГ) |

### 1977
4 июня 1977 года Англия проиграла Шотландии на «Уэмбли» со счётом 1:2. После финального свистка ликующие болельщики сборной Шотландии выбежали на футбольное поле «Уэмбли».
События, произошедшие после, английские и шотландские источники описывают по-разному. На сайте Шотландской футбольной ассоциации матч описан как «памятный день», который «остался в памяти многих шотландских болельщиков, имевших честь быть там». Там же с гордостью выделяется 21-летний болельщик сборной Шотландии Алекс Торранс, который стал «национальной знаменитостью» после того, как камеры запечатлели его забравшимся на перекладину ворот футбольных «Уэмбли». Английские же источники уделяют внимание хулиганству и вандализму болельщиков сборной Шотландии, которые вырывали из поля куски газона, а также сломали перекладину ворот и причинили ущерб трибунам. Вечером и ночью шотландские болельщики устроили беспорядки в центре Лондона.
| 4 июня 1977 Домашний чемпионат 1976/77 | Англия            | 1:2     | Шотландия                   | Лондон                                                            |
| 15:00                                  | Ченнон 87′ (пен.) | (отчёт) | - Маккуин 43′ - Далглиш 59′ | Стадион: «Уэмбли» Зрителей: 98 103 Судья: Карой Палотаи (Венгрия) |

### Евро-1996
В декабре 1995 года, несмотря на слухи о том, что УЕФА разделит Англию и Шотландию при жеребьёвке, англичане и шотландцы попали в одну группу предстоящего чемпионата Европы, который прошёл в Англии летом 1996 года. Подобный жребий вызвал множество обсуждений в прессе, так как это была первая встреча двух сборных за семь лет. Билеты на игру были распроданы в течение двух дней после проведения жеребьёвки. Матч стал иметь ещё большее значение для обеих команд после того, как и Англия, и Шотландия сыграли вничью свои первые матчи в группе. Обеим сборным нужны была победа для того, чтобы гарантировать себе выход в следующий раунд.
Матч прошёл на стадионе «Уэмбли» в воскресенье, 15 июня 1996 года. Перед началом игры национальный гимн Шотландии «Flower of Scotland» был полностью заглушён свистом английских болельщиков. Первый тайм прошёл в обоюдной борьбе и завершился со счётом 0:0, хотя шотландцы создавали более опасные моменты у ворот англичан. После выхода на поле Джейми Реднаппа во втором тайме англичане начали доминировать и на 53-й минуте открыли счёт: Алан Ширер забил ударом головой. На 76-й минуте в ворота англичан был назначен пенальти после фола Тони Адамса на Гордоне Дьюри, но удар Гари Макаллистера отразил вратарь англичан Дэвид Симен. Вскоре после этого Пол Гаскойн, который играл за шотландский клуб «Рейнджерс», удвоил преимущество Англии. В 2006 году британский политик Гордон Браун (который через год стал Премьер-министром Великобритании) признался, что считает тот гол Гаскойна своим любимым моментом в футболе, что вызвало волну критики в его адрес в Шотландии. Позднее Браун отрицал, что назвал гол Гаскойна своим любимым.
Шотландия выбыла из чемпионата Европы из-за худшего показателя забитых и пропущенных голов по сравнению со сборной Нидерландов. Шотландия могла выйти в плей-офф, если Англия не пропустила бы гол в концовке финального матча группы против Нидерландов (англичане выиграли со счётом 4:1). Газета «Гардиан» отметила, что «радость болельщиков Англии была полной, когда Патрик Клюйверт забил поздний гол за голландцев — и тем самым лишил Шотландию место в четвертьфинале».
| Поз | Команда    | И | В | Н | П | МЗ | МП | РМ | О | Квалификация     |
| --- | ---------- | - | - | - | - | -- | -- | -- | - | ---------------- |
| 1   | Англия (Х) | 3 | 2 | 1 | 0 | 7  | 2  | +5 | 7 | Выход в плей-офф |
| 2   | Нидерланды | 3 | 1 | 1 | 1 | 3  | 4  | −1 | 4 | Выход в плей-офф |
| 3   | Шотландия  | 3 | 1 | 1 | 1 | 1  | 2  | −1 | 4 |                  |
| 4   | Швейцария  | 3 | 0 | 1 | 2 | 1  | 4  | −3 | 1 |                  |

1. 1 2  Команды равны по очкам, результату очной встречи (Нидерланды 0:0 Шотландия) и общей разнице голов (−1). Нидерланды заняли второе место по большему числу забитых голов.

| 15 июня 1996 Евро-1996 | Шотландия | 0:2     | Англия                    | Лондон                                                                 |
| 15:00                  |           | (отчёт) | - Ширер 53′ - Гаскойн 79′ | Стадион: «Уэмбли» Зрителей: 76 684 Судья: Пьерлуиджи Пайретто (Италия) |

### Стыковые матчи отборочного турнира к Евро-2000
После Евро-1996 в прессе появились призывы возобновить регулярные встречи между Англией и Шотландией, однако дело ограничилось обсуждениями. Команды встретились три года спустя, когда жребий свёл их на стадии стыковых матчей отборочного турнира к чемпионату Европы 2000 года (обе команды заняли второе место в своих отборочных группах).
Стыковые матчи состояли из двух игр: первая прошла в Шотландии 13 ноября 1999, ответная — в Англии через четыре дня. В первой игре англичане победили со счётом 2:0 благодаря «дублю» Пола Скоулза. После матча в центре Глазго начались беспорядки и драки между болельщиками, полиция арестовала 51 человека. В ответной игре Шотландия одержала победу со счётом 1:0 благодаря голу Дона Хатчисона, но по сумме двух матчей на Евро-2000 квалифицировались англичане.
| 13 ноября 1999 Стыковые матчи отбора к Евро-2000 | Шотландия | 0:2     | Англия         | Глазго                                                                      |
| 15:00                                            |           | (отчёт) | Скоулз 21′ 41′ | Стадион: «Хэмпден Парк» Зрителей: 50 132 Судья: Мануэль Диас Вега (Испания) |

| 17 ноября 1999 Стыковые матчи отбора к Евро-2000 | Англия | 0:1 (2:1 по сумме двух матчей) | Шотландия    | Лондон                                                                |
| 19:45                                            |        | (отчёт)                        | Хатчисон 39′ | Стадион: «Уэмбли» Зрителей: 76 848 Судья: Пьерлуиджи Коллина (Италия) |

### Квалификация на чемпионат мира 2018
Англия и Шотландия попали в одну группу в рамках отборочного турнира к чемпионату мира в России. Англия выиграла матч в Лондоне со счётом 3:0 и сыграла вничью матч в Глазго (2:2). Заняв первое место в группе, англичане вышли на чемпионат мира, а шотландцы заняли в группе третье место.
| 11 ноября 2016 Отборочные матчи к ЧМ-2018 | Англия                                    | 3:0     | Шотландия | Лондон                                                           |
| 20:45                                     | - Старридж 23′ - Лаллана 50′ - Кэхилл 61′ | (отчёт) |           | Стадион: «Уэмбли» Зрителей: 87 258 Судья: Джюнейт Чакыр (Турция) |

| 10 июня 2017 Отборочные матчи к ЧМ-2018 | Шотландия        | 2:2     | Англия                               | Глазго                                                                    |
| 17:00                                   | Гриффитс 87′ 90′ | (отчёт) | - Окслейд-Чемберлен 70′ - Кейн 90+3′ | Стадион: «Хэмпден Парк» Зрителей: 48 520 Судья: Паоло Тальявенто (Италия) |

### Евро-2020
Команды попали в группу D на Евро-2020, который из-за пандемии COVID-19 прошёл не в 2020, а в 2021 году. Матч завершился безголевой ничьей. Англичане вышли из группы, заняв в ней первое место, а шотландцы заняли последнее место.
| Поз | Команда       | И | В | Н | П | МЗ | МП | РМ | О | Квалификация     |
| --- | ------------- | - | - | - | - | -- | -- | -- | - | ---------------- |
| 1   | Англия (Х)    | 3 | 2 | 1 | 0 | 2  | 0  | +2 | 7 | Выход в плей-офф |
| 2   | Хорватия      | 3 | 1 | 1 | 1 | 4  | 3  | +1 | 4 | Выход в плей-офф |
| 3   | Чехия         | 3 | 1 | 1 | 1 | 3  | 2  | +1 | 4 | Выход в плей-офф |
| 4   | Шотландия (Х) | 3 | 0 | 1 | 2 | 1  | 5  | −4 | 1 |                  |

1. 1 2  Команды сыграли вничью в очной встрече (Хорватия 1:1 Чехия) и имеют одинаковую разницу мячей (+1). Для ранжирования использовался показатель забитых мячей.

| 18 июня 2021 Евро-2020 | Англия | 0:0     | Шотландия | Лондон                                                                 |
| 21:00 (20:00 UTC+1)    |        | (отчёт) |           | Стадион: «Уэмбли» Зрителей: 20 306 Судья: Антонио Матеу Лаос (Испания) |

## Статистика и рекорды
Сборные Англии и Шотландии сыграли друг против друга 116 официальных матчей — больше, чем против какой-либо другой сборной. Англия одержала в этом противостоянии 49 побед, Шотландия — 41, в оставшихся 26 матчах была зафиксирована ничья. Из 26 ничьих только в четырёх не было забито голов. Англия забила 206 голов, Шотландия — 175. Рекордный счёт в матче был зафиксирован в 1961 году — 9:3 в пользу Англии. Крупнейшая победа Шотландии была зафиксирована в 1878 году — Англия была разгромлена со счётом 7:2. Рекордная посещаемость матча между Англией и Шотландией составила 149 415 зрителей (что также является европейским рекордом) и была зафиксирована в 1937 году на стадионе «Хэмпден Парк».
В ранний период соперничества двух сборных в нём доминировала Шотландия, одержав 10 побед в первых 16 встречах. Во многом это было вызвано тактикой: шотландцы раньше начали использовать игру «в пас», в отличие от игры «в дриблинг», более популярной в Англии. Также Шотландия доминировала в противостоянии в 1920-е и 1930-е годы, одержав перед Второй мировой войной 29 побед по сравнению с 19 победами Англии. После войны расклад изменился, и с тех пор Шотландия выиграла только 12 матчей. В 1983 году Англия впервые за 110 лет опередила Шотландию по количеству побед в официальных встречах между ними.

## Все официальные матчи между сборными
Голы, забитые сборной Англии, указаны первыми 
| Дата             | Стадион                               | Счёт | Победитель | Турнир                                         | Примечания   |
| ---------------- | ------------------------------------- | ---- | ---------- | ---------------------------------------------- | ------------ |
| 30 ноября 1872   | «Гамильтон Кресент», Глазго           | 0:0  | Ничья      | Товарищеский матч                              |              |
| 8 марта 1873     | «Кеннингтон Оувал», Лондон            | 4:2  | Англия     | Товарищеский матч                              |              |
| 7 марта 1874     | «Гамильтон Кресент», Глазго           | 1:2  | Шотландия  | Товарищеский матч                              |              |
| 6 марта 1875     | «Кеннингтон Оувал», Лондон            | 2:2  | Ничья      | Товарищеский матч                              |              |
| 4 марта 1876     | «Гамильтон Кресент», Глазго           | 0:3  | Шотландия  | Товарищеский матч                              |              |
| 3 марта 1877     | «Кеннингтон Оувал», Лондон            | 1:3  | Шотландия  | Товарищеский матч                              |              |
| 2 марта 1878     | «Хэмпден Парк», Глазго                | 2:7  | Шотландия  | Товарищеский матч                              |              |
| 5 апреля 1879    | «Кеннингтон Оувал», Лондон            | 5:4  | Англия     | Товарищеский матч                              |              |
| 13 марта 1880    | «Хэмпден Парк», Глазго                | 4:5  | Шотландия  | Товарищеский матч                              |              |
| 12 марта 1881    | «Кеннингтон Оувал», Лондон            | 1:6  | Шотландия  | Товарищеский матч                              |              |
| 11 марта 1882    | «Хэмпден Парк», Глазго                | 1:5  | Шотландия  | Товарищеский матч                              |              |
| 10 марта 1883    | «Брэмолл Лейн», Шеффилд               | 2:3  | Шотландия  | Товарищеский матч                              |              |
| 15 марта 1884    | «Кэткин Парк», Глазго                 | 0:1  | Шотландия  | Домашний чемпионат Великобритании 1884         |              |
| 21 марта 1885    | «Кеннингтон Оувал», Лондон            | 1:1  | Ничья      | Домашний чемпионат Великобритании 1885         |              |
| 27 марта 1886    | «Кэткин Парк», Глазго                 | 1:1  | Ничья      | Домашний чемпионат Великобритании 1886         |              |
| 19 марта 1887    | «Лемингтон Роуд», Блэкберн            | 2:3  | Шотландия  | Домашний чемпионат Великобритании 1887         |              |
| 17 марта 1888    | «Хэмпден Парк», Глазго                | 5:0  | Англия     | Домашний чемпионат Великобритании 1888         |              |
| 13 апреля 1889   | «Кеннингтон Оувал», Лондон            | 2:3  | Шотландия  | Домашний чемпионат Великобритании 1889         |              |
| 5 апреля 1890    | «Хэмпден Парк», Глазго                | 1:1  | Ничья      | Домашний чемпионат Великобритании 1890         |              |
| 4 апреля 1891    | «Ивуд Парк», Блэкберн                 | 2:1  | Англия     | Домашний чемпионат Великобритании 1891         |              |
| 2 апреля 1892    | «Айброкс Парк», Гован                 | 4:1  | Англия     | Домашний чемпионат Великобритании 1892         |              |
| 1 апреля 1893    | «Атлетик Граунд», Ричмонд             | 5:2  | Англия     | Домашний чемпионат Великобритании 1893         |              |
| 7 апреля 1894    | «Селтик Парк», Глазго                 | 2:2  | Ничья      | Домашний чемпионат Великобритании 1894         |              |
| 6 апреля 1895    | «Гудисон Парк», Ливерпуль             | 3:0  | Англия     | Домашний чемпионат Великобритании 1895         |              |
| 4 апреля 1896    | «Селтик Парк», Глазго                 | 1:2  | Шотландия  | Домашний чемпионат Великобритании 1896         |              |
| 3 апреля 1897    | «Кристал Пэлас», Лондон               | 1:2  | Шотландия  | Домашний чемпионат Великобритании 1897         |              |
| 2 апреля 1898    | «Селтик Парк», Глазго                 | 3:1  | Англия     | Домашний чемпионат Великобритании 1898         |              |
| 8 апреля 1899    | «Вилла Парк», Бирмингем               | 2:1  | Англия     | Домашний чемпионат Великобритании 1899         |              |
| 7 апреля 1900    | «Селтик Парк», Глазго                 | 1:4  | Шотландия  | Домашний чемпионат Великобритании 1900         |              |
| 30 марта 1901    | «Кристал Пэлас», Лондон               | 2:2  | Ничья      | Домашний чемпионат Великобритании 1901         |              |
| 3 мая 1902       | «Вилла Парк», Бирмингем               | 2:2  | Ничья      | Домашний чемпионат Великобритании 1902         | [ прим. 2 ]  |
| 4 апреля 1903    | «Брэмолл Лейн», Шеффилд               | 1:2  | Шотландия  | Домашний чемпионат Великобритании 1903         |              |
| 9 апреля 1904    | «Селтик Парк», Глазго                 | 1:0  | Англия     | Домашний чемпионат Великобритании 1904         |              |
| 1 апреля 1905    | «Кристал Пэлас», Лондон               | 1:0  | Англия     | Домашний чемпионат Великобритании 1905         |              |
| 7 апреля 1906    | «Хэмпден Парк», Глазго                | 1:2  | Шотландия  | Домашний чемпионат Великобритании 1906         |              |
| 6 апреля 1907    | «Сент-Джеймс Парк», Ньюкасл-апон-Тайн | 1:1  | Ничья      | Домашний чемпионат Великобритании 1907         |              |
| 4 апреля 1908    | «Хэмпден Парк», Глазго                | 1:1  | Ничья      | Домашний чемпионат Великобритании 1908         |              |
| 3 апреля 1909    | «Кристал Пэлас», Лондон               | 2:0  | Англия     | Домашний чемпионат Великобритании 1909         |              |
| 2 апреля 1910    | «Хэмпден Парк», Глазго                | 0:2  | Шотландия  | Домашний чемпионат Великобритании 1910         |              |
| 1 апреля 1911    | «Гудисон Парк», Ливерпуль             | 1:1  | Ничья      | Домашний чемпионат Великобритании 1911         |              |
| 23 марта 1912    | «Хэмпден Парк», Глазго                | 1:1  | Ничья      | Домашний чемпионат Великобритании 1912         |              |
| 5 апреля 1913    | «Стэмфорд Бридж», Лондон              | 1:0  | Англия     | Домашний чемпионат Великобритании 1913         |              |
| 4 апреля 1914    | «Хэмпден Парк», Глазго                | 1:3  | Шотландия  | Домашний чемпионат Великобритании 1914         | [ прим. 3 ]  |
| 10 апреля 1920   | «Хиллсборо», Шеффилд                  | 5:4  | Англия     | Домашний чемпионат Великобритании 1919/1920    | [ прим. 3 ]  |
| 9 апреля 1921    | «Хэмпден Парк», Глазго                | 0:3  | Шотландия  | Домашний чемпионат Великобритании 1920/1921    |              |
| 8 апреля 1922    | «Вилла Парк», Бирмингем               | 0:1  | Шотландия  | Домашний чемпионат Великобритании 1921/1922    |              |
| 14 апреля 1923   | «Хэмпден Парк», Глазго                | 2:2  | Ничья      | Домашний чемпионат Великобритании 1922/1923    |              |
| 12 апреля 1924   | «Уэмбли», Лондон                      | 1:1  | Ничья      | Домашний чемпионат Великобритании 1923/1924    |              |
| 4 апреля 1925    | «Хэмпден Парк», Глазго                | 0:2  | Шотландия  | Домашний чемпионат Великобритании 1924/1925    |              |
| 17 апреля 1926   | «Олд Траффорд», Манчестер             | 0:1  | Шотландия  | Домашний чемпионат Великобритании 1925/1926    |              |
| 2 апреля 1927    | «Хэмпден Парк», Глазго                | 2:1  | Англия     | Домашний чемпионат Великобритании 1926/1927    |              |
| 31 марта 1928    | «Уэмбли», Лондон                      | 1:5  | Шотландия  | Домашний чемпионат Великобритании 1927/1928    |              |
| 13 апреля 1929   | «Хэмпден Парк», Глазго                | 0:1  | Шотландия  | Домашний чемпионат Великобритании 1928/1929    |              |
| 5 апреля 1930    | «Уэмбли», Лондон                      | 5:2  | Англия     | Домашний чемпионат Великобритании 1929/1930    |              |
| 28 марта 1931    | «Хэмпден Парк», Глазго                | 0:2  | Шотландия  | Домашний чемпионат Великобритании 1930/1931    |              |
| 9 апреля 1932    | «Уэмбли», Лондон                      | 3:0  | Англия     | Домашний чемпионат Великобритании 1931/1932    |              |
| 1 апреля 1933    | «Хэмпден Парк», Глазго                | 1:2  | Шотландия  | Домашний чемпионат Великобритании 1932/1933    |              |
| 14 апреля 1934   | «Уэмбли», Лондон                      | 3:0  | Англия     | Домашний чемпионат Великобритании 1933/1934    |              |
| 6 апреля 1935    | «Хэмпден Парк», Глазго                | 0:2  | Шотландия  | Домашний чемпионат Великобритании 1934/1935    | [ прим. 4 ]  |
| 4 апреля 1936    | «Уэмбли», Лондон                      | 1:1  | Ничья      | Домашний чемпионат Великобритании 1935/1936    |              |
| 17 апреля 1937   | «Хэмпден Парк», Глазго                | 1:3  | Шотландия  | Домашний чемпионат Великобритании 1936/1937    |              |
| 9 апреля 1938    | «Уэмбли», Лондон                      | 0:1  | Шотландия  | Домашний чемпионат Великобритании 1937/1938    |              |
| 15 апреля 1939   | «Хэмпден Парк», Глазго                | 2:1  | Англия     | Домашний чемпионат Великобритании 1938/1939    | [ прим. 5 ]  |
| 12 апреля 1947   | «Уэмбли», Лондон                      | 1:1  | Ничья      | Домашний чемпионат Великобритании 1946/1947    | [ прим. 5 ]  |
| 10 апреля 1948   | «Хэмпден Парк», Глазго                | 2:0  | Англия     | Домашний чемпионат Великобритании 1947/1948    |              |
| 9 апреля 1949    | «Уэмбли», Лондон                      | 1:3  | Шотландия  | Домашний чемпионат Великобритании 1948/1949    |              |
| 15 апреля 1950   | «Хэмпден Парк», Глазго                | 1:0  | Англия     | Домашний чемпионат Великобритании 1949/1950    | [ прим. 6 ]  |
| 14 апреля 1951   | «Уэмбли», Лондон                      | 2:3  | Шотландия  | Домашний чемпионат Великобритании 1950/1951    |              |
| 5 апреля 1952    | «Хэмпден Парк», Глазго                | 2:1  | Англия     | Домашний чемпионат Великобритании 1951/1952    |              |
| 18 апреля 1953   | «Уэмбли», Лондон                      | 2:2  | Ничья      | Домашний чемпионат Великобритании 1952/1953    |              |
| 3 апреля 1954    | «Хэмпден Парк», Глазго                | 4:2  | Англия     | Домашний чемпионат Великобритании 1953/1954    | [ прим. 7 ]  |
| 2 апреля 1955    | «Уэмбли», Лондон                      | 7:2  | Англия     | Домашний чемпионат Великобритании 1954/1955    | [ прим. 8 ]  |
| 14 апреля 1956   | «Хэмпден Парк», Глазго                | 1:1  | Ничья      | Домашний чемпионат Великобритании 1955/1956    |              |
| 6 апреля 1957    | «Уэмбли», Лондон                      | 2:1  | Англия     | Домашний чемпионат Великобритании 1956/1957    |              |
| 19 апреля 1958   | «Хэмпден Парк», Глазго                | 4:0  | Англия     | Домашний чемпионат Великобритании 1957/1958    |              |
| 11 апреля 1959   | «Уэмбли», Лондон                      | 1:0  | Англия     | Домашний чемпионат Великобритании 1958/1959    |              |
| 9 апреля 1960    | «Хэмпден Парк», Глазго                | 1:1  | Ничья      | Домашний чемпионат Великобритании 1959/1960    |              |
| 15 апреля 1961   | «Уэмбли», Лондон                      | 9:3  | Англия     | Домашний чемпионат Великобритании 1960/1961    |              |
| 14 апреля 1962   | «Хэмпден Парк», Глазго                | 0:2  | Шотландия  | Домашний чемпионат Великобритании 1961/1962    |              |
| 6 апреля 1963    | «Уэмбли», Лондон                      | 1:2  | Шотландия  | Домашний чемпионат Великобритании 1962/1963    |              |
| 11 апреля 1964   | «Хэмпден Парк», Глазго                | 0:1  | Шотландия  | Домашний чемпионат Великобритании 1963/1964    |              |
| 10 апреля 1965   | «Уэмбли», Лондон                      | 2:2  | Ничья      | Домашний чемпионат Великобритании 1964/1965    |              |
| 2 апреля 1966    | «Хэмпден Парк», Глазго                | 4:3  | Англия     | Домашний чемпионат Великобритании 1965/1966    |              |
| 15 апреля 1967   | «Уэмбли», Лондон                      | 2:3  | Шотландия  | Домашний чемпионат Великобритании 1966/1967    | [ прим. 9 ]  |
| 24 февраля 1968  | «Хэмпден Парк», Глазго                | 1:1  | Ничья      | Домашний чемпионат Великобритании 1967/1968    | [ прим. 9 ]  |
| 10 мая 1969      | «Уэмбли», Лондон                      | 4:1  | Англия     | Домашний чемпионат Великобритании 1968/1969    |              |
| 25 апреля 1970   | «Хэмпден Парк», Глазго                | 0:0  | Ничья      | Домашний чемпионат Великобритании 1969/1970    | [ прим. 10 ] |
| 22 мая 1971      | «Уэмбли», Лондон                      | 3:1  | Англия     | Домашний чемпионат Великобритании 1970/1971    |              |
| 27 мая 1972      | «Хэмпден Парк», Глазго                | 1:0  | Англия     | Домашний чемпионат Великобритании 1971/1972    |              |
| 14 февраля 1973  | «Хэмпден Парк», Глазго                | 5:0  | Англия     | Товарищеский матч                              | [ прим. 11 ] |
| 19 мая 1973      | «Уэмбли», Лондон                      | 1:0  | Англия     | Домашний чемпионат Великобритании 1972/1973    |              |
| 18 мая 1974      | «Хэмпден Парк», Глазго                | 0:2  | Шотландия  | Домашний чемпионат Великобритании 1973/1974    |              |
| 24 мая 1975      | «Уэмбли», Лондон                      | 5:1  | Англия     | Домашний чемпионат Великобритании 1974/1975    |              |
| 15 мая 1976      | «Хэмпден Парк», Глазго                | 1:2  | Шотландия  | Домашний чемпионат Великобритании 1975/1976    |              |
| 4 июня 1977      | «Уэмбли», Лондон                      | 1:2  | Шотландия  | Домашний чемпионат Великобритании 1976/1977    |              |
| 20 мая 1978      | «Хэмпден Парк», Глазго                | 1:0  | Англия     | Домашний чемпионат Великобритании 1977/1978    |              |
| 26 мая 1979      | «Уэмбли», Лондон                      | 3:1  | Англия     | Домашний чемпионат Великобритании 1978/1979    |              |
| 24 мая 1980      | «Хэмпден Парк», Глазго                | 2:0  | Англия     | Домашний чемпионат Великобритании 1979/1980    |              |
| 23 мая 1981      | «Уэмбли», Лондон                      | 0:1  | Шотландия  | Домашний чемпионат Великобритании 1980/1981    |              |
| 29 мая 1982      | «Хэмпден Парк», Глазго                | 1:0  | Англия     | Домашний чемпионат Великобритании 1981/1982    |              |
| 1 июня 1983      | «Уэмбли», Лондон                      | 2:0  | Англия     | Домашний чемпионат Великобритании 1982/1983    |              |
| 26 мая 1984      | «Хэмпден Парк», Глазго                | 1:1  | Ничья      | Домашний чемпионат Великобритании 1983/1984    |              |
| 25 мая 1985      | «Хэмпден Парк», Глазго                | 0:1  | Шотландия  | Кубок Роуза 1985                               |              |
| 23 апреля 1986   | «Уэмбли», Лондон                      | 2:1  | Англия     | Кубок Роуза 1986                               |              |
| 23 мая 1987      | «Хэмпден Парк», Глазго                | 0:0  | Ничья      | Кубок Роуза 1987                               |              |
| 21 мая 1988      | «Уэмбли», Лондон                      | 1:0  | Англия     | Кубок Роуза 1988                               |              |
| 27 мая 1989      | «Хэмпден Парк», Глазго                | 2:0  | Англия     | Кубок Роуза 1989                               |              |
| 15 июня 1996     | «Уэмбли», Лондон                      | 2:0  | Англия     | Евро-1996                                      |              |
| 13 ноября 1999   | «Хэмпден Парк», Глазго                | 2:0  | Англия     | Стыковые матчи отборочного турнира к Евро-2000 | [ прим. 12 ] |
| 17 ноября 1999   | «Уэмбли», Лондон                      | 0:1  | Шотландия  | Стыковые матчи отборочного турнира к Евро-2000 | [ прим. 12 ] |
| 14 августа 2013  | «Уэмбли» (новый), Лондон              | 3:2  | Англия     | Товарищеский матч                              | [ прим. 13 ] |
| 18 ноября 2014   | «Селтик Парк», Глазго                 | 3:1  | Англия     | Товарищеский матч                              |              |
| 11 ноября 2016   | «Уэмбли» (новый), Лондон              | 3:0  | Англия     | Отборочный турнир к чемпионату мира 2018       |              |
| 10 июня 2017     | «Хэмпден Парк», Глазго                | 2:2  | Ничья      | Отборочный турнир к чемпионату мира 2018       |              |
| 18 июня 2021     | «Уэмбли» (новый), Лондон              | 0:0  | Ничья      | Евро-2020                                      |              |
| 12 сентября 2023 | «Хэмпден Парк», Глазго                | 3:1  | Англия     | Товарищеский матч                              | [ прим. 14 ] |

## Соперничество клубов
Помимо соперничества сборных существует соперничество на клубном уровне. Клубы, представляющие английскую и шотландскую систему футбольных лиг, неоднократно встречались в еврокубках. Эти матчи часто описываются в СМИ как «битва за Британию».
Игры между английскими и шотландскими клубами в конце XIX века были большими событиями. Так, матч 1895 года, в котором встретились чемпион Англии «Сандерленд» и чемпион Шотландии «Харт оф Мидлотиан», был назван чемпионатом мира по футболу (англ. Football World Championship).
Одним из самых важных матчей в контексте противостояния английских и шотландских клубов на европейской арене стал полуфинал Кубка европейских чемпионов 1970 года, в котором «Селтик» встретился с «Лидс Юнайтед». Это был первый матч, который получил широкое обозначение в СМИ как «битва за Британию». Первый матч прошёл в Англии на стадионе «Элланд Роуд», «Селтик» выиграл в нём со счётом 1:0. Ответная игра в Шотландии прошла не на «Селтик Парк», а на «Хэмпден Парк», чтобы вместить больше зрителей. В ней победу со счётом 2:1 также одержал «Селтик».
«Рейнджерс» обыграл «Лидс Юнайтед» дома и на выезде в рамках группового этапа первого розыгрыша Лиги чемпионов УЕФА в 1992 году. В сезоне 1997/98 «Селтик» проиграл «Ливерпулю» по правилу выездного гола в Кубке УЕФА, а в сезоне 2002/03 обыграл «Блэкберн Роверс» и «Ливерпуль» по пути к финалу. «Селтик» и «Манчестер Юнайтед» дважды встречались в групповых этапах Лиги чемпионов УЕФА в сезонах 2006/07 и 2008/09 (две победы англичан, одна ничья и одна победа шотландцев).
До 2007 года шотландские клубы вели в символическом противостоянии с английскими клубами, выиграв 13 и проиграв 12 из 37 встреч в еврокубках. После 2007 года английские клубы не проигрывали шотландским в еврокубках. Газета «The Daily Telegraph» отметила в 2010 году по поводу матча между «Манчестер Юнайтед» и «Рейнджерс», что растущее финансовое неравенство между английским и шотландским чемпионатами отразилось в низкой посещаемости игры на «Олд Траффорд», оборонительной тактике «Рейнджерс» и полурезервном составе, выставленном «Манчестер Юнайтед». «Харт оф Мидлотиан» потерпел рекордное поражение против «Тоттенхэм Хотспур» в Лиге Европы сезона 2011/12.
Помимо турниров УЕФА футбольные клубы Англии и Шотландии вместе играли в некоторых других турнирах. В 1953 году прошёл Кубок коронации (в честь коронации Елизаветы II), в котором сыграли четыре клуба из Англии и четыре — из Шотландии. В финале Кубка коронации «Селтик» обыграл «Хиберниан». В 1938 году прошёл похожий турнир под названием Трофей имперской выставки, в финале которого «Селтик» обыграл «Эвертон» со счётом 1:0. В 1902 году прошёл Британский кубок лиги, в котором победу одержал «Селтик».
В 1970-е годы американская нефтяная компания «Тексако» (англ. Texaco) стала спонсором турнира Кубок Тексако, в котором встречались футбольные клубы из Англии, Шотландии и Ирландии, которые не квалифицировались в еврокубки. После первых двух сезонов количество зрителей на матчах Кубка Тексако начало снижаться. В 1975 году, когда спонсорское соглашение с «Тексако» подошло к концу, турнир был расформирован, а вместо него основан Англо-шотландский кубок. В первые сезоны около половины английских клубов в Англо-шотландском кубке представляло Первый дивизион Футбольной лиги (из числа команд, не квалифицировавшихся в еврокубки), но затем в нём принимали участие только команды из Второго, Третьего и Четвёртого дивизионов. Всего состоялось шесть розыгрышей турнира, в пяти из них победу одержали английские клубы. Последний Англо-шотландский кубок, который прошёл в 1981 году, выиграл английский клуб «Честерфилд».

## Игроки и тренеры

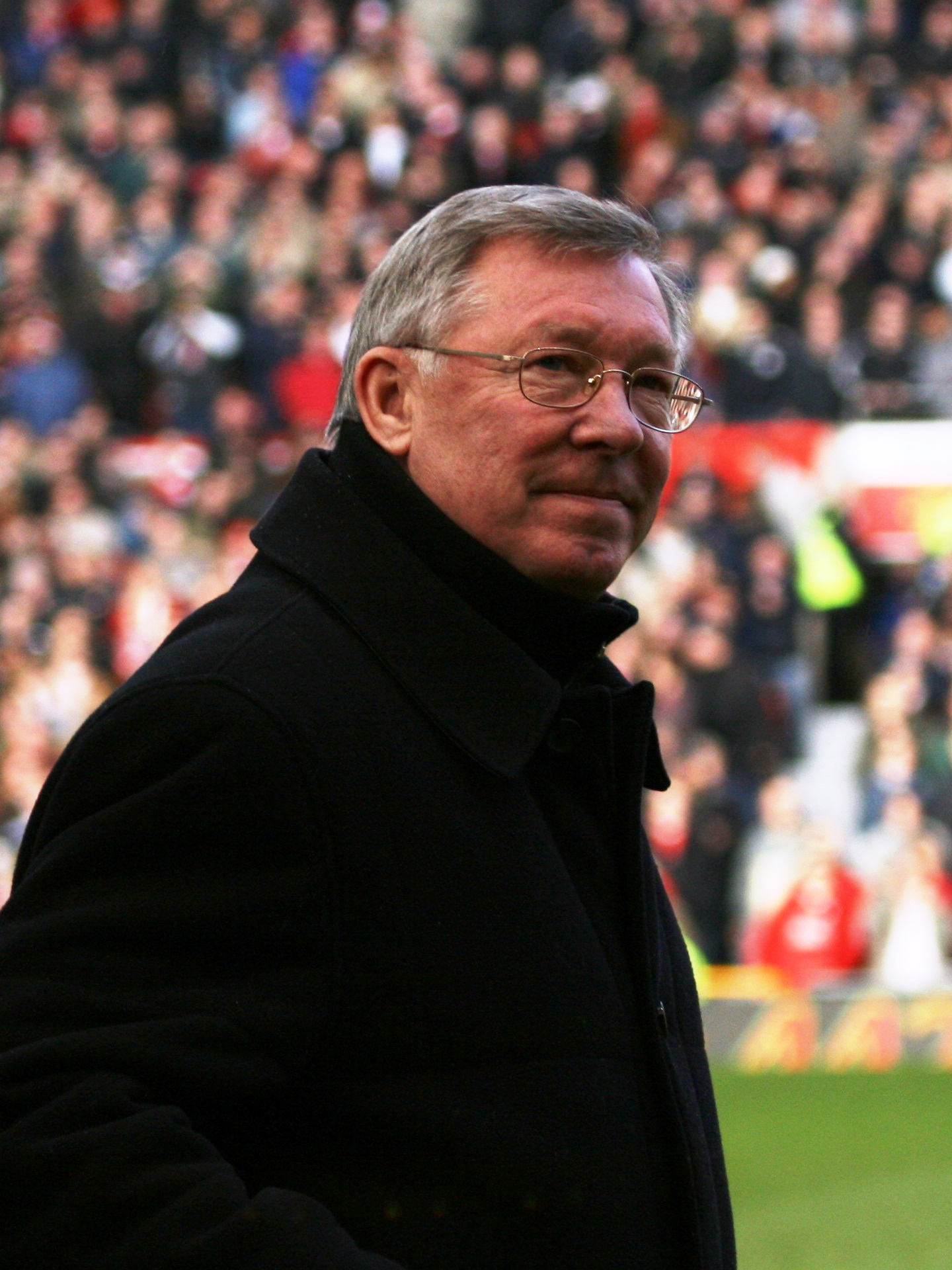
Сэр Алекс Фергюсон, главный тренер «Манчестер Юнайтед» с 1986 по 2013 год

Соперничество англичан и шотландцев не мешало представителям той или иной страны играть или тренировать в чемпионатах другой страны. Исторически сложилось, что в основном шотландцы отправлялись в более богатый английский чемпионат, гораздо реже англичане играли в Шотландии.
Во многих успешных английских командах шотландские футболисты играли ключевую роль. В команде «Тоттенхэм Хотспур», выигравшей дубль в сезоне 1960/61, выступали Билл Браун, Дейв Макай и Джон Уайт. Нападающий Денис Лоу выиграл «Золотой мяч», выступая за «Манчестер Юнайтед», и он занимает третье место в списке лучших бомбардиров в истории клуба. В титулованных командах «Ливерпуля» в 1970-е и 1980-е годы играли шотландцы Кенни Далглиш, Грэм Сунесс и Алан Хансен. В составе «Ноттингем Форест», выигравшего два Кубка европейских чемпионов, выступали Арчи Геммилл, Джон Макговерн, Джон Робертсон и Кенни Бернс. В успешной команде «Лидс Юнайтед» в 1960-е и 1970-е годы выступали Билли Бремнер, Питер Лоример и Эдди Грей. «Манчестер Юнайтед» и «Ливерпуль» достигли больших успехов под руководством шотландских тренеров Мэтта Басби и Билла Шенкли.
В XXI веке количество шотландских игроков в ведущих английских клубах значительно снизилось, так существенно снизился рейтинг сборной Шотландии и уровень её игроков, и одновременно вырос уровень конкуренции в Премьер-лиге, которая привлекала ведущих игроков со всего мира, а не только из Британских островов. При этом шотландский футбольный тренер Алекс Фергюсон доминировал в английской Премьер-лиге в 1990-е и 2000-е годы, вплоть до момента завершения им карьеры в мае 2013 года. В 2010 году Фергюсон признался, что Футбольная ассоциация Англии дважды предлагала ему возглавить сборную Англии, но он отказался, назвав эту работу «отравленной чашей» и отметив, что шотландцу было бы крайне сложно быть главным тренером сборной Англии. Английские тренеры также работали в шотландских клубах, например Джон Барнс и Тони Моубрей тренировали «Селтик».
Английские игроки также играли за шотландские клубы, но их было гораздо меньше. Джо Баркер был первым игроком сборной Англии, сыгравшим за сборную без опыта игры в Футбольной лиги Англии. В конце 1980-х годов наблюдался нетипичный приток английских игроков в шотландский чемпионат, связанный с дисквалификацией всех английских клубов из еврокубков в качестве санкций УЕФА за действия болельщиков «Ливерпуля» в Эйзельской трагедии. Тогда в «Рейнджерс» перешли Терри Бутчер, Тревор Стивен, Гари Стивенс, Крис Вудс и Марк Хейтли. «Рейнджерс» на тот момент имел большие доходы, чем «Манчестер Юнайтед» и мог предложить более высокие зарплаты, чем в Англии. Однако после основания Премьер-лиги английские клубы стали гораздо богаче, чем ведущие клубы Шотландии «Селтик» и «Рейнджерс».

## Болельщики
Соперничество сборных проявляется и в соперничестве болельщиков: многие шотландцы поддерживают соперников сборной Англии; то же самое верно и в отношении английских болельщиков, хотя и Англия, и Шотландия входят в состав Великобритании. Вопрос о поддержке шотландцами сборной Англии в матчах против других сборных остаётся предметом жарких дебатов. Некоторые болельщики Шотландии поют «Встаньте, если ненавидите Англию» (англ. Stand up if you hate England) и «Если вы ненавидите грёбаных англичан, хлопайте в ладоши» (англ. If you hate the fucking English, clap your hands). Некоторые болельщики Англии отвечают кричалками «Встаньте, если ненавидите Шотландию» (англ. Stand up if you hate Scotland) или «Шотландию бьют везде, куда бы они не поехали» (англ. Scotland get battered everywhere they go). При этом встречается и обратное: так, накануне чемпионата мира по футболу 2002 году был проведён опрос, согласно результатам которого треть шотландцев поддерживала сборную Англии, и только одна шестая часть шотландцев собиралась болеть за соперников англичан. Перед чемпионатом мира 2010 года раскол усилился: по 24 % шотландцев были готовы болеть за англичан и столько же — за их соперников. Большая часть респондентов в обоих опросах не имели чётко сформулированной позиции по данному вопросу.

## Комментарии
1. ↑  Сборная Северной Ирландии выступала на турнире после 1950 года. До этого в Домашнем чемпионате играла единая сборная Ирландии. Однако после выхода Республики Ирландия из состава Соединённого Короле́вства образовались две отдельные ирландские сборные.
2. ↑  Это была переигровка матча, который прошёл 5 апреля 1902 года на стадионе «Айброкс», который был отменён после обрушения трибуны на стадионе, в результате которого погибло 25 человек. Деньги, собранные с продажи билетов, передали в фонд помощи пострадавшим.
3. 1 2  Ежегодные встречи Англии и Шотландии с 1915 по 1919 год не проводились из-за Первой мировой войны. В этот период прошло четыре неофициальных матча военного времени.
4. ↑  Два неофициальных матча прошли в мае и августе 1935 года в честь серебряного юбилея[англ.] Георга V.
5. 1 2   Ежегодные встречи Англии и Шотландии с 1940 по 1946 год не проводились из-за Второй мировой войны. В этот период прошло шестнадцать неофициальных матчей военного времени, а также матч 1946 года для сбора средств пострадавшим в давке на стадионе «Бернден Парк»[англ.].
6. ↑  Матч, как и весь Домашний чемпионат Британии 1949/50, был частью отборочного турнира к чемпионату мира 1950 года.
7. ↑  Матч также был частью отборочного турнира к чемпионату мира 1954 года.
8. ↑  Четыре гола, забитые Деннисом Уилшо, являются индивидуальным рекордом в этом противостоянии.
9. 1 2  Матч также был частью отборочного турнира к чемпионату Европы 1968.
10. ↑  Первая безголевая ничья за 98 лет, с момента первого официального матча сборных.
11. ↑  Товарищеский матч, организованный в честь столетия Шотландской футбольной ассоциации.
12. 1 2  Англия победила со счётом 2:1 по сумме двух матчей и квалифицировалась на Евро-2000.
13. ↑  Товарищеский матч, организованный в честь 150-летия Футбольной ассоциации.
14. ↑  Товарищеский матч, организованный в честь 150-летия с момента проведения первого в истории матча сборных.